# كرة القدم العراقية في 2007
على الرغم من عدم الاستقرار في البلاد وكثرة الطائفية في محافظاتها بسبب الحرب الأهلية، إلا أن كرة القدم العراقية في عام 2007 استمرت بشكل طبيعي إلى حد كبير. شاركت الأندية العراقية في المسابقات الدولية، ومرّ الفريق الأولمبي بتصفيات المؤهلة، ولعب المنتخب الوطني في العديد من البطولات. لم تُلعب أي مباريات للمنتخب الوطني أو للأندية العراقية في العراق بسبب الحرب.

## المنتخب الوطني

### مباريات ودية
| الأردن       | 1 – 1 | العراق         |
| ------------ | ----- | -------------- |
| أوث راغب 10' |       | أحمد مناجد 25' |

| الأردن | 0 – 0 | العراق |
| ------ | ----- | ------ |
|        |       |        |

| كوريا الجنوبية                                  | 3 – 0 | العراق |
| ----------------------------------------------- | ----- | ------ |
| يوم كي هون 51' · لي تشون سو 79' · لي كون هو 86' |       |        |

| أوزبكستان                                | 2 – 0 | العراق |
| ---------------------------------------- | ----- | ------ |
| عزيز إبراهيموف 3' · أولوغبيك باكاييف 73' |       |        |

| قطر                                                             | 3 – 2 | العراق                        |
| --------------------------------------------------------------- | ----- | ----------------------------- |
| سيد علي بابا بشير 34' · سيباستيان كوينتانا 70' · سعد الشمري 83' |       | أحمد صلاح 20' · عماد محمد 80' |

### كأس الخليج 2007
أقيمت كأس الخليج العربي 2007، النسخة الـ18، في الإمارات العربية المتحدة، من 17 يناير 2007 إلى 30 يناير 2007. لم يتجاوز العراق مرحلة المجموعات، وانتهت البطولة باتهامات وإدعاءات ضد مدرب المنتخب الوطني.

#### مرحلة المجموعات
| قطر | 0 – 1 | العراق        |
| --- | ----- | ------------- |
|     |       | حوار محمد 39' |

| البحرين     | 1 – 1 | العراق        |
| ----------- | ----- | ------------- |
| المرزوقي 8' |       | حوار محمد 11' |

| السعودية            | 1 – 0 | العراق |
| ------------------- | ----- | ------ |
| القحطاني 12' (ركل.) |       |        |

### بطولة اتحاد غرب آسيا لكرة القدم
أقيمت بطولة اتحاد غرب آسيا لكرة القدم 2007 في العاصمة الأردنية عمان. وكانت الفرق الستة المشاركة هي العراق، إيران، سوريا، فلسطين، لبنان، والدولة المضيفة الأردن. جرت المباريات النهائية بين 16 و24 يونيو 2007.

#### مرحلة المجموعات
| إيران | 0 – 0 | العراق |
| ----- | ----- | ------ |
|       |       |        |

| العراق        | 1 – 0 | فلسطين |
| ------------- | ----- | ------ |
| حوار محمد 86' |       |        |

#### نصف النهائي
| سوريا | 0 – 3 | العراق                                                 |
| ----- | ----- | ------------------------------------------------------ |
|       |       | يونس محمود 10' (ركل.) · أحمد مناجد 42' · صالح سدير 85' |

#### النهائي
| العراق               | 1 – 2 | إيران                               |
| -------------------- | ----- | ----------------------------------- |
| صالح سدير 86' (ركل.) |       | حسين بادامكي 9' · هاشم بيك زاده 21' |

### كأس آسيا 2007
أقيمت نهائيات كأس آسيا لكرة القدم 2007 من 7 يوليو 2007 إلى 29 يوليو 2007. تم تنظيم البطولة من قبل أربعة دول هي إندونيسيا وماليزيا وتايلاند وفيتنام. فاز العراق بالبطولة.

#### مرحلة المجموعات
| تايلاند                  | 1 – 1 | العراق         |
| ------------------------ | ----- | -------------- |
| سوتسومكيت 6' (ركلة جزاء) | تقرير | يونس محمود 32' |

| العراق                                        | 3 – 1 | أستراليا   |
| --------------------------------------------- | ----- | ---------- |
| نشأت أكرم 23' · حوار محمد 60' · كرار جاسم 86' | تقرير | فيدوكا 47' |

| عمان | 0 – 0 | العراق |
| ---- | ----- | ------ |
|      | تقرير |        |

#### ربع النهائي
| العراق            | 2 – 0 | فيتنام |
| ----------------- | ----- | ------ |
| يونس محمود 2' 66' | تقرير |        |

#### نصف النهائي
| العراق                                            | 0 – 0 (أوقات إضافية) | كوريا الجنوبية                         |
| ------------------------------------------------- | -------------------- | -------------------------------------- |
|                                                   | تقرير                |                                        |
| ركلات الترجيح                                     |                      |                                        |
| حوار محمد · قصي منير · حيدر عبد أمير · أحمد مناجد | 4 – 3                | تشونسو · دونغوك · جاين · كيهون · جونغو |

#### النهائي
| العراق         | 1 – 0 | السعودية |
| -------------- | ----- | -------- |
| يونس محمود 76' | تقرير |          |

| 2007 AFC Asian Cup winners |
| -------------------------- |
| · العراق · للمرة الأولى    |

### تصفيات كأس العالم 2010
| باكستان | 0 – 7                             | العراق                                                                     |
| ------- | --------------------------------- | -------------------------------------------------------------------------- |
|         | تقرير الفيفا ملخص الاتحاد الآسيوي | نشأت أكرم 19' · م. كريم 24', 49', 88', 90' · جاسم غلام 71' · عماد محمد 83' |

| العراق | 0 – 0 | باكستان |
| ------ | ----- | ------- |
|        |       |         |

### كأس الملك
شارك نادي أربيل في كأس الملك 2007 كفريق العراق B.

#### مرحلة الدوري الشامل
| العراق  | 1 – 0 | كوريا الشمالية |
| ------- | ----- | -------------- |
| زكي 64' |       |                |

| تايلاند                          | 2 – 1 | العراق    |
| -------------------------------- | ----- | --------- |
| فانريت 43' · عبد علي 83' (هـ.ذ.) |       | مبارك 49' |

| العراق                            | 3 – 1 | أوزبكستان          |
| --------------------------------- | ----- | ------------------ |
| علوان 58' · إبراهيم 65' · زكي 78' |       | سولومين 68' (ركل.) |

#### النهائي
| تايلاند         | 1 – 0 | العراق |
| --------------- | ----- | ------ |
| فاتشيرا بان 67' |       |        |

## فريق تحت 17 سنة

### بطولة اتحاد غرب آسيا تحت 17 سنة 2007
| إيران | 2 – 2 | العراق |
| ----- | ----- | ------ |
|       |       |        |

| الأردن | 1 – 0 | العراق |
| ------ | ----- | ------ |
|        |       |        |

| لبنان | 0 – 5 | العراق |
| ----- | ----- | ------ |
|       |       |        |

| سوريا | 3 – 0 | العراق |
| ----- | ----- | ------ |
|       |       |        |

### تأهيل بطولة كأس آسيا تحت 17 سنة
تصفيات كأس آسيا تحت 16 سنة 2008
| العراق                                                                     | 5 – 0     | لبنان |
| -------------------------------------------------------------------------- | --------- | ----- |
| مصطفى الشمري 37', 67' · أمجد حسين 74' · محمد عبد الجبار 84' · علي عزيز 85' | (التقرير) |       |

| العراق                          | 2 – 2     | الهند              |
| ------------------------------- | --------- | ------------------ |
| وليد اللامي 29' · أحمد كوام 50' | (التقرير) | سينغ 80' · غوش 87' |

| العراق | 11 – 0    | بوتان |
| --- | --------- | ----- |
| مصطفى الشمري 7' · علي الكراوي 22', 38' · علي الرباوي 46', 56', 87' · علي عزيز 51' · محمد عبد الجبار 60', 72' · محمد الوحيلي 77' · أموري البوجاسم 85' | (التقرير) |       |

| العراق | 7 – 0     | سريلانكا |
| --- | --------- | -------- |
| علي الرباوي 1' · أحمد كوام 10' · مصطفى الشمري 20', 32' · محمد عبد الجبار 45+3' · عمر نسيح 79' (ركلة جزاء) · مرتضى جواد 81' | (التقرير) |          |

| السعودية | 0 – 3     | العراق                                 |
| -------- | --------- | -------------------------------------- |
|          | (التقرير) | مصطفى الشمري 6', 59' · علي الكراوي 38' |

## الأندية المحلية في البطولات الدولية

### دوري أبطال آسيا 2007
كان دوري أبطال آسيا 2007 هو النسخة الـ26 من دوري أبطال آسيا، وقد جرت البطولة بين الأندية من الدول الأعضاء في الاتحاد الآسيوي لكرة القدم. تم دعوة أفضل 15 دولة في الاتحاد الآسيوي لكرة القدم لترشيح نادي أو ناديين للمشاركة في بطولة 2007؛ وكان للعراق مقعدين. تم منح المقعدين لبطل ووصيف الدوري العراقي الممتاز في موسم 2005-2006. فشل كلا الناديين في التأهل إلى ربع النهائي.

#### المجموعة A
| العربي | 0–1       | الزوراء        |
| ------ | --------- | -------------- |
|        | (التقرير) | مسلم مبارك 66' |

| الزوراء | 0–0       | الريان |
| ------- | --------- | ------ |
|         | (التقرير) |        |

| الزوراء          | 1–2       | الوحدة                            |
| ---------------- | --------- | --------------------------------- |
| أحمد عبد علي 46' | (التقرير) | عبد الرحيم جمعة 13' بشير سعيد 74' |

| الوحدة              | 1–1       | الزوراء       |
| ------------------- | --------- | ------------- |
| عبد الرحيم جمعة 57' | (التقرير) | حيدر صباح 75' |

| الزوراء                                      | 3–2       | العربي (الكويت)      |
| -------------------------------------------- | --------- | -------------------- |
| وسام كاظم 21' أحمد إبراهيم 70' نواف فلاح 78' | (التقرير) | فراس الخطيب 50', 84' |

| الريان        | 1–3       | الزوراء                                                     |
| ------------- | --------- | ----------------------------------------------------------- |
| سعود خميس 75' | (التقرير) | سلمان مسبح (هدف عكسي) 13' عبد السلام عبود 26' حيدر صباح 34' |

#### المجموعة C
| نادي النجف | 0–1       | نفطشي           |
| ---------- | --------- | --------------- |
|            | (التقرير) | أكمل حلمتوف 71' |

| السد            | 1–4       | نادي النجف                                                |
| --------------- | --------- | --------------------------------------------------------- |
| طلال البلوي 45' | (التقرير) | عاقل محمد 47' سعيد محسن 55', 86'(ركلة جزاء) كرار جاسم 70' |

| الكرامة                 | 1–1       | نادي النجف        |
| ----------------------- | --------- | ----------------- |
| فهد عودي 90'(ركلة جزاء) | (التقرير) | فلاح حسن كاظم 71' |

| نادي النجف                                       | 2–4       | الكرامة                                               |
| ------------------------------------------------ | --------- | ----------------------------------------------------- |
| سعيد محسن 7'(ركلة جزاء) قاسم فرج 86' (ركلة جزاء) | (التقرير) | جهاد الحسين 46', 52' فهد عودي 50' سينغور كوفوليني 65' |

| نفطشي           | 1–1       | نادي النجف   |
| --------------- | --------- | ------------ |
| أكمل حلمتوف 43' | (التقرير) | علي محمد 60' |

| نادي النجف    | 1–0       | السد |
| ------------- | --------- | ---- |
| سعيد محسن 78' | (التقرير) |      |

### دوري الأبطال العربي 2007–08
كان للعراق مقعدين. تم منح المقعدين للمركزين الثالث والرابع في الدوري العراقي الممتاز.

#### الدور 32
| شيراتيزين | 0–8 | نادي النجف                                                                                  |
| --------- | --- | ------------------------------------------------------------------------------------------- |
|           |     | سهيل نعيم 3', 43' علي محمد 13' حاتم صاحب 30' حسين كريم 53', 56' عاقل محمد 81' أياد صادق 86' |

| نادي النجف    | 1–0 | شيراتيزين |
| ------------- | --- | --------- |
| سهيل نعيم 41' |     |           |

| الطلبة | 0–2 | اتحاد الجزائر                 |
| ------ | --- | ----------------------------- |
|        |     | بليبل دزيري 64' أمار عمور 81' |

| اتحاد الجزائر                  | 2–0   | الطلبة |
| ------------------------------ | ----- | ------ |
| محمد حمدود 39' سمير بن طيب 86' | تقرير |        |

#### الدور 16
| نادي النجف | 0 – 3 | الطليعة                              |
| ---------- | ----- | ------------------------------------ |
|            |       | يامن أحبود 4', 44' · أحمد العومر 29' |

| الطليعة | 0 – 0 | نادي النجف |
| ------- | ----- | ---------- |
|         |       |            |

#### الدور ربع النهائي
| نادي النجف | 0 – 3 | الطليعة                              |
| ---------- | ----- | ------------------------------------ |
|            |       | يامن أحبود 4', 44' · أحمد العومر 29' |

| الطليعة | 0 – 0 | نادي النجف |
| ------- | ----- | ---------- |
|         |       |            |

#### الدور 16
| نادي النجف | 0 – 3 | الطليعة                              |
| ---------- | ----- | ------------------------------------ |
|            |       | يامن أحبود 4', 44' · أحمد العومر 29' |

| الطليعة | 0 – 0 | نادي النجف |
| ------- | ----- | ---------- |
|         |       |            |

### دوري الأبطال العربي 2007–08
كان للعراق مقعدين. تم منح المقعدين للمركزين الثالث والرابع في الدوري العراقي الممتاز.

#### الدور 32
| شيراتيزين | 0–8 | نادي النجف                                                                                  |
| --------- | --- | ------------------------------------------------------------------------------------------- |
|           |     | سهيل نعيم 3', 43' علي محمد 13' حاتم صاحب 30' حسين كريم 53', 56' عاقل محمد 81' أياد صادق 86' |

| نادي النجف    | 1–0 | شيراتيزين |
| ------------- | --- | --------- |
| سهيل نعيم 41' |     |           |

| الطلبة | 0–2 | اتحاد الجزائر                 |
| ------ | --- | ----------------------------- |
|        |     | بليبل دزيري 64' أمار عمور 81' |

| اتحاد الجزائر                  | 2–0   | الطلبة |
| ------------------------------ | ----- | ------ |
| محمد حمدود 39' سمير بن طيب 86' | تقرير |        |

#### الدور 16
| نادي النجف | 0 – 3 | الطليعة                              |
| ---------- | ----- | ------------------------------------ |
|            |       | يامن أحبود 4', 44' · أحمد العومر 29' |

| الطليعة | 0 – 0 | نادي النجف |
| ------- | ----- | ---------- |
|         |       |            |

## الفريق الشبابي

### مباريات ودية للفريق الشبابي
| قطر       | 1 – 2 | العراق            |
| --------- | ----- | ----------------- |
| عادل أحمد |       | علي سعد · علي سعد |

| قطر | 0 – 3 | العراق                                            |
| --- | ----- | ------------------------------------------------- |
|     |       | علي سعد 29' · أمجد راضي 49' · بشار سعد 88' (ركل.) |

### التأهل لبطولة كأس آسيا للشباب
تصفيات كأس آسيا تحت 19 سنة 2008
| العراق              | 1 – 0     | الكويت |
| ------------------- | --------- | ------ |
| محمد عبد الزهرة 16' | (التقرير) |        |

| الإمارات العربية المتحدة                        | 2 – 1     | العراق      |
| ----------------------------------------------- | --------- | ----------- |
| حمدان الكاملي 75' (ركلة جزاء) · أحمد العبري 86' | (التقرير) | قيس علي 85' |

| الكويت           | 2 – 0     | العراق |
| ---------------- | --------- | ------ |
| محمد داهش 2', 9' | (التقرير) |        |

| العراق        | 1 – 0     | الإمارات العربية المتحدة |
| ------------- | --------- | ------------------------ |
| نديم كريم 17' | (التقرير) |                          |